# Федоровський (Октябрський район)
Фе́доровський (рос. Фёдоровоский) — хутір у складі Октябрського району Оренбурзької області, Росія.

## Населення
Населення — 4 особи (2010; 6 у 2002).
Національний склад (станом на 2002 рік):
- казахи — 100 %